# Rafael Barrué
Rafael Barrué i Broch (en español: Rafael Barrué y Broch) (Villarreal, 31 de agosto de 1966) es un pintor, ilustrador, monje cisterciense y sacerdote católico español, abad del Monasterio de Poblet desde abril de 2024.

## Biografía
Nació el 31 de agosto de 1966, en la localidad española de Villarreal, Castellón.
Tras realizar estudios en la Universidad Politécnica de Valencia, consiguió la licenciatura en Bellas artes. En 2009, obtuvo la licenciatura en Teología en la Pontificia Universidad Gregoriana.
Trabajó como profesor de dibujo, antes de ingresar a la vida monástica.

### Vida religiosa
Ingresó en el monasterio cisterciense de Santa María de Poblet. El 1 de mayo de 2000, vistió el hábito de novicio, y realizando la profesión de votos religiosos el 11 de julio de 2001.
Su ordenación sacerdotal fue el 11 de julio de 2010, en la Iglesia abacial de Poblet, a manos del arzobispo Jaume Pujol Balcells.
Durante los primeros años en el monasterio continuó pintando, exponiendo en Cataluña, Comunidad Valenciana e Islas Baleares, en lugares como Gerona, Tarragona, Villarreal, Castellón de la Plana, Burriana, Valencia, Vall de Uxó, Nules o Benicarló, entre otros. Entre sus primera labores en el monasterio tuvo a su cargo la formación de los novicios, y la atención como hospedador del Poblet. Estas actividades que ha compaginado con su vocación artística de pintor, realizando obras como la decoración en la capilla de la enfermería o las ilustraciones de los nuevos antifonarios del oficio divino.
El 20 de marzo de 2016, fue nombrado prior de la comunidad, en sustitución de Lluc Torcal Sirera, que en 2015 había sido nombrado procurador general de la Orden del Císter.
Tras el nombramiento de Octavi Vilà Mayo como obispo de Gerona, asumió provisionalmente el gobierno del Poblet. El 22 de abril de 2024, fue elegido abad por la comunidad de Poblet, sustituyendo a Vilà. La bendición abacial tuvo lugar el 11 de julio de 2025, día de San Benito, y fue presidida por el abad general de la orden cisterciense, Mauro Giuseppe Lepori. Al acto acudieron diversas personalidades, como el presidente de la Generalidad de Cataluña, Pere Aragonés, o el alcalde de Villarreal, José Benlloch.
Como abad de Poblet, es el presidente nato de los monasterios de la Congregación Cisterciense de la Corona de Aragón, y miembro del Capítulo General y del Sínodo de la Orden Cisterciense. También, presidente del Patronato del Archivo Montserrat Tarradellas i Macià y miembro del Patronato de Poblet.
El 14 de febrero de 2025 le fue entregado el Premio Poble, en su edición número 25, otorgado por la revista homónima a personalidades, entidades y empresas destacadas de Villarreal.